# عبور از مرز (فیلم ۲۰۱۲)
عبور از مرز (به انگلیسی: Border Run) یا قاطر (به انگلیسی: The Mule) فیلمی محصول سال ۲۰۱۲ و به کارگردانی دومینیک ویرچافتر است. در این فیلم بازیگرانی همچون شارون استون، بیلی زین، میگوئل رودارته، مانولو کاردونا، اولگا سیگئورا و روزمبرگ سالگادو ایفای نقش کرده‌اند.